# Viso pallido
Viso pallido (The Paleface) è un film del 1948 diretto da Norman Z. McLeod.
È una commedia western statunitense con Bob Hope e Jane Russell. Vinse l'Oscar alla migliore canzone (assegnato a Jay Livingston e Ray Evans per il brano Buttons and Bows). Ha avuto un seguito, Il figlio di viso pallido del 1952 e fu rifatto nel 1968 con il titolo The Shakiest Gun in the West.

## Trama
Calamity Jane viene fatta scarcerare dalla prigione di uno sceriffo da una coppia di agenti governativi sotto il governatore Johnson e il commissario per gli Affari interni Emerson. Johnson ed Emerson vogliono arruolarla per scoprire gli autori del commercio illegale di armi da fuoco con le tribù indiane presso Buffalo Flats, una zona di frontiera. Poiché gli agenti che li avevano preceduti erano stati uccisi, essi concepiscono il piano di utilizzare Jane, donna e brava tiratrice. In cambio dei suoi servigi, Johnson ed Emerson le offrono il totale perdono per il suo passato criminale.
Il piano è quello di far incontrare a Port Deerfield Jim Hunter, un altro agente governativo, affinché i due fingano di essere una coppia di sposi e raggiungano un cammino di coloni che porta alla zona dove avviene l'illegale commercio di armi. In ogni caso, la mente che sovrintende al contrabbando di armi si rivela essere Jasper Martin, segretario di Johnson. Jane trova Hunter morto e lei stessa diviene oggetto di caccia da parte degli assassini. Scampando a un attentato alla sua vita, Jane inizia una cavalcata con Peter Painless Potter, un dentista viaggiante che fugge dalla città a seguito di uno dei suoi abituali errori e lo sposa per mantenere la propria copertura, costringendolo a salire su un vagone del treno. I contrabbandieri di armi salgono pure loro, per assicurarsi la consegna di un carico segreto di dinamite e seguire l'agente federale incaricato di ostacolarli, credendo che il loro obiettivo sia Potter. Dopo che quest'ultimo erroneamente conduce parte del treno nel territorio indiano e mentre essi si riposano sul treno, vengono attaccati dagli indiani. Chiuso fuori, Potter si nasconde in una botte e spara selvaggiamente mentre Jane segretamente porta via molti indiani. A Potter viene accreditato questo successo, rafforzando le convinzioni dei contrabbandieri. 
Arrivata a Buffalo Flats, Jane incontra il suo contatto, Hank Billings, e lo incarica di scoprire dove verrà consegnata la dinamite.
Nel frattempo, i contrabbandieri concordano un piano secondo il quale Potter incorre nella collera di Big Joe, un pistolero dal brutto carattere. Quando questo scontro conduce a un duello, Jane in un primo tempo pensa di lasciar uccidere Potter per togliersi di mezzo i contrabbandieri, ma poi invece finisce con l'aiutarlo ancora, volendo usarlo come un'esca e poiché ha cominciato ad esserne innamorata.
Nella stessa sera, Billings racconta a Jane che i cospiratori hanno nascosto la dinamite nell'ufficio di un impresario di pompe funebri, quindi muore a causa di una freccia che lo colpisce alla schiena. 
Jane cerca di manipolare Potter andando dall'impresario di pompe funebri per scoprire chi viene a ritirare la dinamite; ella si prepara a seguirlo nella sua scia, ma entrambi vengono catturati dai contrabbandieri e portati nel campo degli Indiani, dove Martin è arrivato con il resto del carico di armi. 
Per punire Potter per aver ucciso i suoi compari, lo stregone si prepara a squartare Potter legandone le membra ai rami di due alberi abbassati fino a terra, ma invece il sistema catapulta Potter nella foresta, il che fa sì che lo stregone venga bandito. Tornando al campo per liberare Jane, Potter s'imbatte nello stregone, lo mette KO e indossa i suoi abiti come travestimento.
Non sapendo dell'espulsione dello stregone, Potter si prepara a liberare Jane dal palo quando gli Indiani lo circondano. Prendendo una fiasca di polvere da sparo, Potter vaga per il campo tracciando una scia di polvere da sparo che infine incendia e fa esplodere alcune delle armi contrabbandate. Nella confusione, Jane e Potter fuggono nel carro di Potter, carico di dinamite. Potter lascia cadere un candelotto di dinamite acceso e lui e Jane abbandonano il carro proprio mentre i contrabbandieri lo raggiungono e divengono vittime della sua esplosione.
Compiuta la missione, Jane e Potter partono per la loro luna di miele.

## Produzione
Il film, diretto da Norman Z. McLeod su una sceneggiatura di Edmund L. Hartmann e Frank Tashlin e, per alcuni dialoghi addizionali, di Jack Rose, fu prodotto da Robert L. Welch per la Paramount Pictures e girato nel Paramount Ranch ad Agoura, California, dal 28 luglio al 1º ottobre 1947 e dal 10 ottobre 1947 al 22 gennaio 1948. Per interpretare Calamity Jane, era stata presa in considerazione dalla produzione Barbara Stanwyck.

## Distribuzione
Il film fu distribuito con il titolo The Paleface negli Stati Uniti dal 24 dicembre 1948 al cinema dalla Paramount Pictures.
Altre distribuzioni:
- in Svezia il 24 gennaio 1949 (Blekansiktet)
- in Australia il 27 gennaio 1949
- in Francia il 16 febbraio 1949 (Visage pâle)
- in Italia il 2 aprile 1949 (Viso pallido)
- in Danimarca l'8 luglio 1949 (Blegansigt)
- ad Hong Kong l'11 agosto 1949
- in Portogallo il 21 ottobre 1949 (O Valentão das Dúzias)
- in Finlandia il 9 dicembre 1949 (Valkonaama)
- in Giappone il 29 dicembre 1949
- in Germania Ovest il 5 ottobre 1950 (Sein Engel mit den zwei Pistolen)
- in Austria il 13 ottobre 1950 (Das Bleichgesicht)
- in Francia il 22 dicembre 1950 (Paris)
- nelle Filippine il 6 agosto 1953
- in Finlandia il 26 giugno 1959 (redistribuzione)
- in Belgio (Het bleekgezicht)
- in Belgio (Le visage pâle)
- in Brasile (O Valente Treme-Treme)
- in Spagna (Rostro pálido)
- in Grecia (To hlomo prosopo)
- in Ungheria (A sápadt arcú)
- nei Paesi Bassi (De held op sokken)
- nei Paesi Bassi (De pantoffelheld)
- in Polonia (Blada twarz)

## Promozione
Le tagline sono:
- She can shoot a gun almost as fast as BOB can run !
- Like Merry Xmas and Happy New Year... They belong together!